# Ralph Miliband
Ralph Miliband, född som Adolphe Miliband den 7 januari 1924 i Bryssel i Belgien, död 21 maj 1994 i London, var en brittisk professor i statsvetenskap, verksam främst vid London School of Economics. Han föddes som barn till polsk-judiska föräldrar i Bryssel, varifrån familjen flydde till Storbritannien efter Nazitysklands invasion 1940. 
Miliband var lärjunge till den amerikanske sociologen C. Wright Mills och tillhörde den så kallade nya vänstern i Storbritannien. Han publicerade studier som ansågs banbrytande av hur statsmakten fungerar under kapitalismen och av hur överklassen trots radikala reformer lyckats behålla ett närmast totalt grepp över statsmakt och ekonomi.
Han var far till labourpolitikerna David Miliband och Ed Miliband. 